# Roberto Kunstler
Roberto Kunstler (Roma, 25 settembre 1960) è un cantautore e paroliere italiano.

## Biografia
Nato a Roma, inizia a suonare e a comporre canzoni verso la fine degli anni '70, quando, ancora liceale, si esibisce per la prima volta al Folkstudio; qui entra in contatto con i cantautori della scuola romana.
Nel 1984 esce, per la RCA italiana di Vincenzo Micocci, il suo primo 45 giri Danzando con la notte e col vento (Saint Vincent 1984), il cui lato B, Piccola regina del varietà, vince nello stesso anno il Premio Rino Gaetano.
Nel 1985 partecipa al Festival di Sanremo tra le nuove proposte con la canzone Saranno i giovani, di cui è co-autore con Mimmo Locasciulli. A febbraio dello stesso anno esce il primo album Gente comune. Continua ad esibirsi dal vivo in tutta Italia e partecipa anche alla tournée Sanremo a Mosca. Contemporaneamente studia all'Università di Roma per laurearsi in Archeologia e Storia delle religioni del Vicino Oriente Antico.
Nel 1989 esce, sempre con la RCA, il secondo album Mamma, Pilato non mi vuole più (Universal Publishing). Nel 1991 è la volta di Eclettico Ecclesiastico (Universal Publishing). Oltre alle radio, la TV e due video su Videomusic, continua a suonare in tournée per l’Italia e partecipa come ospite fisso al tour di Red Ronnie Be Bop a Lula… Sotto la Tenda, in onda su Radio Deejay durante la tournée di Gianni Morandi.
Nel 1992 incontra Sergio Cammariere, col quale intraprende una collaborazione artistica che li porterà nel 1993 a pubblicare insieme l'album I ricordi e le persone per la BMG. Nello stesso periodo, insieme scrivono anche per Paola Turci, Mentre piove e per Francesca Schiavo, Amore e guerra, presentata al Festival di Sanremo 1995.
Nel 1997 partecipa al Premio Tenco come autore di Cammariere con cinque canzoni di cui scrive i testi e la musica. In questo periodo collabora anche con Alex Britti in Esci piano, colonna sonora del film Stressati e primo singolo di Britti.
Collabora inoltre alla colonna sonora di L'amore probabilmente di Giuseppe Bertolucci, presentata nel 2001 alla 58ª Mostra internazionale d'arte cinematografica di Venezia. Nello stesso anno partecipa nuovamente al Premio Tenco sia come cantautore che come autore di Cammariere; ripete l’esperienza anche nel 2002.
Nel 2003 partecipa come co-autore al Festival di Sanremo con la canzone Tutto quello che un uomo, interpretata da Sergio Cammariere, che ottiene il terzo posto e il Premio della Critica "Mia Martini".
Nel 2004 scrive tutti i testi del secondo album di Cammariere, Sul sentiero. Insieme scrivono anche per Ornella Vanoni la canzone L'azzurro Immenso, registrata dalla cantante nell'album del 2004 Ti ricordi? No non mi ricordo.
Nel 2005 esce, dopo diversi anni, un suo nuovo album intitolato Kunstler. Nel 2006 partecipa come ospite al festival Musicultura con due brani tratti dal suo nuovo lavoro discografico.
Nel 2007, dal canale televisivo National Geographic, viene inserito tra i dieci video italiani più belli dell’anno col video Io contro io (Universal Publishing). Scrive tutti i testi del terzo album di Sergio Cammariere Il pane, il vino e la visione.
Nel 2008 scrive per Cammariere i testi di L'amore non si spiega (presentato al Festival di Sanremo 2008) e Le note blu, contenuti nella raccolta Cantautore piccolino. Nel 2009 scrive per altri interpreti sia in Italia che all'estero, tra questi anche tre canzoni nel nuovo CD di Alex Britti .23. E poi ancora tutti i testi del quarto album  di Sergio Cammariere, Carovane. Nel 2011 scrive i testi del quinto lavoro di Sergio Cammariere (intitolato Sergio Cammariere). Nel frattempo si reca in Francia, dove si esibisce, con le sue canzoni, in italiano e in francese, prima in piccoli club e poi anche al Palace, storico teatro di Parigi, ottenendo ampi consensi di pubblico e di critica.
Nel 2012 pubblica una raccolta di poesie e canzoni, Primo Treno, con introduzione a cura di Maurizio Cucchi, presso l'editrice LietoColle. Alla fine del 2013 esce un suo nuovo CD, Mentre, prodotto e arrangiato da Francesco Musacco, con canzoni di cui scrive parole e musica. Tra queste anche un inedito duetto con Asia Argento: la title track "Mentre”. Nello stesso anno scrive il singolo di Annalisa Tra due minuti è primavera e riprende ad esibirsi dal vivo. Scrive testi anche per gli Aram Quartet, per Filippo Perbellini e per altri due album di Cammariere: Mano nella mano del 2014 e Io del 2016).
Il 3 novembre 2017 partecipa alla 6a Rassegna Storica e Nuova Canzone d'autore, al Teatro Estense di Ferrara.
Attualmente continua ad esibirsi dal vivo proponendo le sue canzoni in formazione acustica, suonando anche negli stessi locali dove si esibiscono le nuove generazioni di gruppi e cantautori della capitale, ma anche nella provincia e in varie rassegne musicali. Nel 2019 ha pubblicato un nuovo lavoro discografico, Senza dire niente, con canzoni inedite e qualcuna già interpretata da Cammariere, riproponendole in una chiave diversa, soprattutto autobiografica. Sempre nel 2019 pubblica un'antologia di canzoni e poesie: Cantiere, cinquanta canzoni, poesie ed altri versi  (Di Felice Edizioni). Nel 2021 pubblica l'EP Davanti alla fine del mondo, liberamente ispirato all'omonimo libro di racconti filosofici di Mauro Cascio e distribuito digitalmente da Sony Music Entertainment.

## Interviste
- Ottavia Pojaghi Bettoni, Rimbaud coniò l'espressione "farsi veggente": io dico: "farsi antenna”, su meer.com, 21 maggio 2020. URL consultato il 16 maggio 2025.
- Salvatore Esposito, Roberto Kunstler – Davanti alla fine del mondo #1 (Sony Music Italy, 2021), su blogfoolk.com, 24 settembre 2021. URL consultato il 16 maggio 2025.
- Marco Sonaglia, Roberto Kunstler: "Il mio cognome significa artista", su ilpopolodelblues.com, 22 novembre 2021. URL consultato il 16 maggio 2025.
- Paola Genone, Roberto Kunstler, quelque chose de Bob Dylan, su lexpress.fr, 30 marzo 2012. URL consultato il 16 maggio 2025.

## Discografia

### Album in studio
- 1985 - Gente comune (Una sors coniunxit, PSE 10303 – Warner Music Group 2024)
- 1989 - Mamma, Pilato non mi vuole più (It, ITV 001- Warner Music 2024)
- 1991 - Eclettico ecclesiastico (It, ITV 004 - Warner Music 2024)
- 1993 - Kunstler Cammariere Stress Band (con Sergio Cammariere), BMG
- 1993 - I ricordi e le persone (con Sergio Cammariere, (BMG 1993 – Sony Music 2021)
- 2005 - Roberto Kunstler, (Aliante dischi / Delta)
- 2014 - Mentre (on digital stores and streaming),(Universal Publishing)
- 2019 - Senza dire niente (distribuito digitalmente da Artist First)
- 2021 - Davanti alla fine del mondo (EP) Distribuito digitalmente da Sony Music Entertainment

### Singoli
- 1984 - Danzando con la notte e col vento/Piccola regina del varietà (Una sors coniunxit, P 7343)
- 1985 - Saranno i giovani/Gente comune (Una sors coniunxit, P 7351)
- 2016 - Senza dire niente (singolo digitale)
- 2018 - Abitanti di un sogno (singolo digitale)
- 2018 - Tutto quello che un uomo (singolo digitale)